# IBM 1442

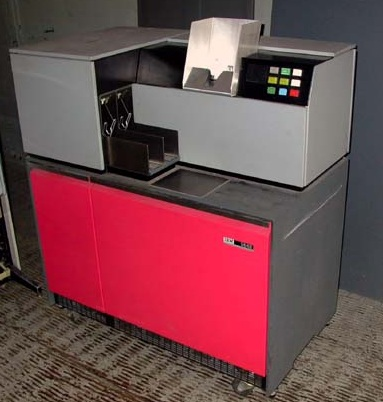
IBM 1442.

La IBM 1442 fue una perforadora y lectora de tarjetas de IBM. Era usada en los equipos IBM 1440, IBM 1130, IBM 1800 y System/360. La 1442 podía leer hasta 400 tarjetas perforadas por minuto. La tarjetas eran perforadas y leídas de a una columna por vez, y aceptaba tarjetas binarias. Incluso se podían crear tarjetas "IBM Doilies", las cuales tenían todos los posibles agujeros que podían hacerse, perforados. Pocos equipos de IBM podían hacer esto sin daños permanentes.
Tenía dos tolvas o bandejas de salida (en la foto se ven abajo a la izquierda). Se podía programar para utilizar la bandeja de salida deseada, por lo que era posible leer las tarjetas y separarlas en dos grupos, por así decirlo. Las tarjetas se colocaban en la tolva superior, y sobre éstas se colocaba una placa; luego, las tarjetas eran tomadas de la tolva, leídas y depositadas en las bandejas inferiores.
El modelo base, cuando perforaba tarjetas, no podía "imprimir" la última tarjeta de la columna de tarjetas "virgen".